# Чантурия, Тина Филипповна
Тина Филипповна Чантурия (1931, село Пахулани, Цаленджиский район, Грузинская ССР) — колхозница колхоза имени Орджоникидзе Цаленджихского района Грузинской ССР. Герой Социалистического Труда (1972).

## Биография
Родилась в 1931 году в крестьянской семье в селе Палухани Цаленджихского района. С 1946 года трудилась на чайной плантации местного колхоза имени Орджоникидзе (после укрупнения — имени Цхакая) Цаленджихского района. Освоив сбор чайного листа двумя руками, показывала высокие трудовые результаты в чаеводстве. Ежегодно собирала не менее 4 тысяч килограммов чайного листа. За выдающиеся трудовые достижения в годы Семилетки (1959—1965) была награждена Орденом Трудового Красного Знамени. Член КПСС.
В годы Восьмой пятилетки (1966—1970) продолжала собирать высокие урожаи чайного листа. В 1970 году собрала 10 тысяч килограммов чайного листа, в 1971 году — 11 тысяч килограммов и в 1972 году — 13 тысяч килограммов на участке площадью 0,5 гектара. Указом Президиума Верховного Совета СССР от 14 декабря 1972 года удостоена звания Героя Социалистического Труда за «большие успехи, достигнутые в увеличении производства и продажи государству зерна, других продуктов земледелия, проявленную трудовую доблесть на уборке урожая» с вручением ордена Ленина и золотой медали «Серп и Молот» (№ 15191).
В 1973 году приняла социалистическое обязательство собрать 13,5 тысяч килограммов чайного листа. Удерживала передовые места в соревновании среди чаеводов Цаленджихского района. Была наставницей Мзиури Варламовна Кардавы.
Избиралась делегатом сельского Совета депутатов трудящихся и делегатом XXVI съезда КПСС. Участвовала во Всесоюзной выставке ВДНХ.
После выхода на пенсию проживала в родном селе Пахулани.
Награды
- Герой Социалистического Труда
- Орден Ленина
- Орден Трудового Красного Знамени (02.04.1966)
- Серебряная медаль ВДНХ (01.07.1983)